# شوتو میازاکی
شوتو میازاکی (انگلیسی: Shuto Miyazaki؛ زادهٔ ۳ سپتامبر ۱۹۹۰) بازیگر اهل ژاپن است.